# Duke Calhoun
Duke Calhoun (Memphis, 1º settembre 1987) è un giocatore di football americano statunitense che gioca nel ruolo di wide receiver per gli Oakland Raiders della National Football League. Al college giocò a football all'University of Memphis.

## Carriera universitaria
Giocò per i Memphis Tigers nella NCAA dal 2006 al 2009 in 49 partite totalizzò 2.981 yard con 19 touchdown.

## Carriera professionistica

### New York Giants (2010-2011)
Uscì dal college ma non venne scelto al draft. Il 30 aprile 2010 firmò un contratto triennale per un totale di 1.215.000 dollari. Debuttò nella NFL il 3 ottobre contro i Chicago Bears, finì la stagione con una sola ricezione.
Il 3 settembre 2011 venne messo sulla lista infortunati, ma 4 giorni dopo aver trovato un accordo assicurativo venne svincolato.

### Oakland Raiders (2012-presente)
Il 20 aprile 2012 firmò un contratto per un anno per 465.000 dollari. Il 17 agosto venne inserito nuovamente nella lista infortunati dopo aver subito la lacerazione del legamento crociato anteriore del ginocchio.

## Vittorie e premi
Nessuno.

## Statistiche
| Partite totali             | 9 |
| Partite totali da titolare | 0 |
| Yard su ricezione          | 4 |
| Touchdown su ricezione     | 0 |

Statistiche aggiornate al 13 marzo 2013

## Numeri di maglia indossati

### Al College
- 22 con i Memphis Tigers (2006-2009).

### Nella NFL
- 84 con i New York Giants (2010-2011)
- 14 con gli Oakland Raiders (2012-presente).